# Die Billardkugel

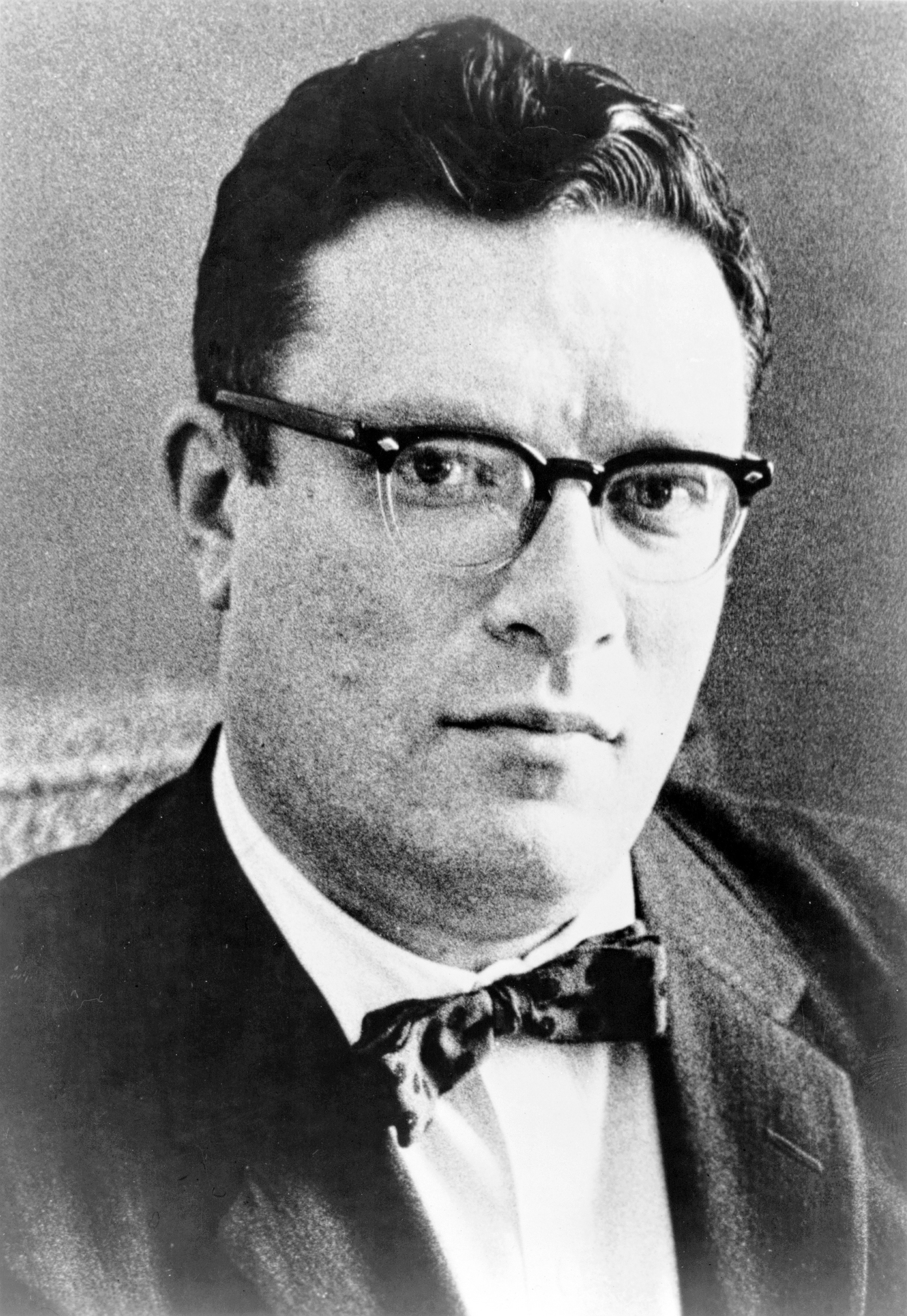
Isaac Asimov (1965)

Die Billardkugel (auch Das Nullfeld; englischer Originaltitel: The Billiard Ball) ist eine etwa 20 Seiten umfassende Science-Fiction-Kurzgeschichte von Isaac Asimov aus dem Jahr 1967, die das angespannte Verhältnis und den Kampf um Anerkennung zwischen dem Erfinder und Unternehmer Edward Bloom und dem theoretischen Physiker Professor James Priss behandelt. Erzählt wird sie aus der Sicht eines Reporters, der mit beiden Wissenschaftlern Interviews führt.

## Inhalt
Professor James Priss ist ein brillanter theoretischer Physiker, „the greatest mind since Einstein“, und hat bereits zwei Nobelpreise erhalten. Er ist ein extrem langsamer, aber sorgfältiger Denker, unscheinbar in Kleidung und Habitus. Edward Bloom hingegen, der auf dem College ein Mitschüler von Priss war, aber nie – wie Priss – seine Ausbildung zu Ende brachte („Hell, by the time Priss got his Ph.D., I was working on my second million.“), ist ein millionenschwerer Erfinder und Unternehmer, und das Gegenteil von Priss: Er ist „groß, breit, laut, harsch gegenüber anderen und selbstbewusst“. Sein Vermögen machte er, indem er die theoretischen Ideen von Priss kommerziell umsetzte. Trotz ihrer unterschiedlichen Charaktere haben beide die Gewohnheit beibehalten, regelmäßig Billard miteinander zu spielen.
Als Priss seine neue Zwei-Feld-Theorie zur Erklärung der Gravitation vorstellt, besucht ihn der Reporter, der für seine Leser den Konflikt zwischen Bloom und Priss schüren möchte. In einem Interview drängt er Priss zu einem Statement, ob die Manipulation und Aufhebung der Gravitation praktisch je möglich sein werde. Schließlich lässt sich Priss dazu hinreißen, die technische Erschaffung eines Zero-Gravitation-Feldes als unmöglich zu bezeichnen. Dies stachelt wiederum Edward Bloom an, der in einem Interview trotzig ankündigt, dies doch möglich machen zu können.
Monate später lädt Bloom Presse und Wissenschaftler, darunter auch Priss, zu einer groß angelegten Demonstration eines Zero-Gravitation-Feldes ein. Der Versuchsaufbau ist so angelegt, dass Priss vor aller Augen eine Billardkugel in das von Bloom erzeugte Feld stoßen soll; dies ist für Bloom, der schräg gegenüber von Priss und diesen anlächelnd in einem Sessel thront, die endgültige Genugtuung, da er eine technische Lösung für ein von Priss für unmöglich gehaltenes Problem gefunden hat. Da bei der Erzeugung des Feldes Ultraviolettstrahlung entsteht, was Priss mit Interesse wahrnimmt, müssen alle Anwesenden Schutzbrillen tragen. Priss steht zuerst wie versteinert vor dem Billardtisch und erst nach langem Zögern spielt er die Billardkugel über Bande in das Zero-Gravitation-Feld. Es gibt einen lauten Knall und als sich die Blicke aller auf Bloom richten, sitzt dieser tot in seinem Sessel und hat in Unterarm, seiner Herzgegend und in der Rücklehne des Sessels ein durchgehendes Loch von der Größe einer Billardkugel.
Weitere Monate später: Der Reporter triff erneut auf Priss, der gutaussehend und mittlerweile besser gekleidet Forschungsleiter bei Bloom Enterprises ist, wo er die technische Entwicklung des Zero-Gravitation-Feldes leitet, das sich als Perpetuum mobile erster Art herausgestellt und alle Energieprobleme gelöst hat. Aus der Sicht von Priss ereignete sich bei der Demonstration durch Blooms unvollständige Voraussicht und fehlende Kenntnis der Materie ein tragischer Unfall. Den Hergang konnte Priss, nach eigenen Angaben, auch erst im Nachhinein erklären: Ohne Gravitation kann es auch keine Masse geben und die Billardkugel wurde im Feld auf Lichtgeschwindigkeit beschleunigt. Nach Durchquerung des Feldes materialisierte sie wieder mit einem winzigen Massendefekt, aber mit genug restlicher kinetischer Energie, um vermutlich immer noch durch die Weiten der Milchstraße zu rasen.

## Bemerkung
Einleitende Spannung wird dadurch aufgebaut, dass der Reporter, der sich im Nachhinein an den Ablauf erinnert, schon auf der ersten Seite einen Mord durch Professor Priss vermutet. Diese Vermutung wird von ihm nach Priss' Erklärung am Ende der Erzählung mit dem letzten fragenden Wort Murder? erneut geäußert.
Asimov erwähnte, dass ihm ein Freund – nach dem Lesen der Geschichte – den Titel Dirty Pool vorgeschlagen habe. Er (Asimov) habe dies aber abgelehnt, da ihm dieser Titel „too flippant“ für so eine ernste Geschichte erschien. Es könne aber auch sein, dass er (Asimov) innerlich „just corroded with jealousy“ sei, da ihm dieser Titel nicht selber eingefallen war.

## Referenz
- Englisch: The Billiard Ball, in The Best of Isaac Asimov, 1954–1972, Sphere Science Fiction, London (1977), Ed. Angus Wells
- Deutsch: Die Billardkugel, in Isaac Asimov – Science Fiction Kriminalgeschichten, Heyne Verlag (1969)

## Nachweise und Erläuterungen
1. ↑  Etwa: der großartigste Denker seit Einstein.
2. ↑  Etwa: Teufel auch, als Priss mit seiner Doktorarbeit fertig wurde, machte ich [bereits] an meiner zweite Million;
3. ↑  Ein Wortspiel: Schmutziges Pool(billard), und auch Schmutziger (Swimming)Pool.
4. ↑  Etwa: zu oberflächlich, flippig.
5. ↑  Etwa: einfach von Neid zerfressen
6. ↑  Isaac Asimov: The Billiard Ball, in The Best of Isaac Asimov, 1954–1972, Sphere Science Fiction, London (1977), Ed. Angus Wells, S. 147.